# マイ・ファニー・レディ
『マイ・ファニー・レディ』（原題: She's Funny That Way）は、2014年にアメリカ合衆国で製作されたコメディ映画である。監督はピーター・ボグダノヴィッチ、主演はオーウェン・ウィルソンとイモージェン・プーツが務める。
なお、2014年に開催された第27回東京国際映画祭では『シーズ・ファニー・ザット・ウェイ』のタイトルで上映された。

## あらすじ
演出家のアーノルド・アルバートソンは自身の新作舞台に、新人女優のイザベラ・"イジー"・パターソンを起用する。イジーは高級コールガールであったが、お客としてやって来たアルバートソンにその素質を見出されて女優に転身したのである。新作舞台には、アルバートソンの妻、デルタやデルタの元彼、セス・ギルバートも起用されていた。これだけの人間が集まって感情的な衝突が起きないわけはなかった。

## キャスト
※括弧内は日本語吹替
- アーノルド・アルバートソン - オーウェン・ウィルソン（川島得愛）

演出家。
- イサベラ・”イジー”・パターソン - イモージェン・プーツ（松井茜）
- デルタ・シモンズ - キャスリン・ハーン（石井未紗）
- ジョシュア・フリート - ウィル・フォーテ（滝知史）
- セス・ギルバート - リス・エヴァンス（青山穣）
- ジェーン・クレアモント - ジェニファー・アニストン（佐々木優子）
- ペンダガスト裁判官 - オースティン・ペンドルトン（田原正治）
- ハロルド・フリート - ジョージ・モーフォゲン（佐瀬弘幸）
- ネッティ・パターソン - シビル・シェパード
- アル・パターソン - リチャード・ルイス（内野孝聡）
- ジョージー・アルバートソン - シドニー・ルーカス
- ヴィッキー - デビ・メイザー（品田美穂）
- ジュディ - イリーナ・ダグラス
- マギー - ジェニファー・エスポジート
- ミリアム - トヴァ・フェルドシャー
- ヴィヴィアン・クレアモント - ジョアンナ・ラムレイ
- アンドレ - ジョン・ロビンソン
- 元売春婦 - アーナ・オライリー
- 売春婦 - ルーシー・パンチ
- メイシーを出迎える女性 - ポピー・デルヴィーニュ
- ホットドッグ屋台の店主 - ジョン・トーメイ

カメオ出演
- ウェイトレス - テイタム・オニール[6]
- ホテルのベルボーイ - ジェイク・ホフマン[4]
- 運転手 - グレイドン・カーター[7]
- 本人 - クエンティン・タランティーノ[8]（青山穣）
- シシ - コリーン・キャンプ[9]
- 警察官 - マイケル・シャノン[10][4]

## 製作

### 構想
本作の脚本は、ピーター・ボグダノヴィッチとその妻(当時)のルイーズ・ストラットンによって2000年頃には既に書き上げられていた。当時の2人はボグダノヴィッチが脚本を執筆した映画『ニューヨークの恋人たち』（1981年公開）の権利を買い戻すために必死の思いで資金をかき集めていた。疲れで沈んだ心をリフレッシュする意味もあって、コメディの脚本が書かれたのである。脚本を執筆している間、ボグダノヴィッチの脳裏にあったのは、1978年公開の映画『Saint Jack』をシンガポールで撮影しているときに体験した事であった。『Saint Jack』の撮影に売春婦を起用するにあたって、ボグダノヴィッチは出演した売春婦たちにかなりの額のギャラを支払った。その額は売春の元締めが払う給料よりも多かったのである。
当初、本作のタイトルは『Squirrels to the Nuts』であったが、子供向け映画と勘違いされることを防ぐために、『She's Funny That Way』というタイトルに変更した。また、ボグダノヴィッチはアーノルド・アルバートソンをジョン・リッターが演じると想定して脚本を執筆していたため、2003年にリッターが亡くなると、本作の映画化の計画を白紙に戻した。
ところが、ある日、映画監督のウェス・アンダーソンの紹介で、ボグダノヴィッチはオーウェン・ウィルソンと出会った。ウィルソンと親交を深める中で、彼ならアルバートソンを演じられるかもしれないと感じたボグダノヴィッチは、ウィルソンが主役を演じると想定して脚本を書き直した。その際、全身の動きを使ったギャグを口頭でのジョークに書き直したという。2010年、アンダーソンとノア・バームバックの勧めもあって、ボグダノヴィッチは本作の映画化プロジェクトを再開した。

### キャスティング
前述のように、ボグダノヴィッチはジョン・リッターが主演を務めると想定して脚本を書いていたが、シビル・シェパードとストラットンの出演も念頭に置いていた。2012年、本作の製作が正式に始まったときには、オーウェン・ウィルソン、ブリー・ラーソン、オリヴィア・ワイルドの3名が主演を務めると発表された。（ラーソンがイジーを、ワイルドがジェーンを演じる予定だった）。ジェイソン・シュワルツマンがジョシュア役で出演するという報道もあった。しかし、製作が予想以上に遅れたために、ラーソンとワイルドが降板し、シュワルツマンの出演交渉も白紙となった。2013年2月、ワイルドの代役としてジェニファー・アニストンが起用され、他にもキャスリン・ハーン、シビル・シェパード、ユージン・レヴィの3名が本作に出演するとの報道があった。当初、ボグダノヴィッチはアニストンにデルタ・シモンズを演じてもらう予定だったが、アニストン自らジェーン役を志願したため、彼女の意向を優先した。7月22日、リチャード・ルイスとイモージェン・プーツの出演が決まった。24日にはウィル・フォーテの出演も決まった。

### 撮影
本作の主要撮影は2013年7月11日にニューヨーク市で始まった。撮影は29日間にわたって行われた。

### 音楽
2014年7月15日、本作で使用される楽曲を作曲していたスティーヴン・エンデルマンが降板し、その代わりにエドワード・シェアマーが起用された。

## 公開
2014年8月29日、本作は第71回ヴェネツィア国際映画祭でプレミアを迎えた。9月12日、第39回トロント国際映画祭の会場で、クラリウス・エンターテインメントが本作の配給権を獲得した。また、本作は第27回東京国際映画祭やパームスプリングス国際映画祭でも上映された。
クラリウス・エンターテインメントは本作の北米公開日を2015年5月1日に設定していたが、後に公開日を8月21日に延期した。6月2日、クラリウス・エンターテインメントは本作の配給権をライオンズゲートに売却した。

## 評価
本作に対する批評家の評価は芳しいものではない。映画批評集積サイトのRotten Tomatoesには、83件のレビューがあり、批評家支持率は40%、平均点は10点満点で5.2点となっている。サイト側による批評家の意見の要約は「『マイ・ファニー・レディ』には情感がある。すぐれた俳優たちを起用した昔ながらのスクリューボール・コメディだ。ただ、残念なことに、笑えるシーンがほとんどない。」となっている。また、Metacriticには25件のレビューがあり、加重平均値は45/100となっている。